# كاثرين روث بريدغز
كاثرين روث بريدغز (بالإنجليزية: Katherine Ruth Bridges)‏ هي مهندسة المناظر الطبيعية أمريكية، ولدت في 1954.